# Яковлевка (Кармаскалинський район)
Я́ковлевка (рос. Яковлевка, башк. Яковлевка) — присілок у складі Кармаскалинського району Башкортостану, Росія. Входить до складу Адзітаровської сільської ради.
Населення — 3 особи (2010; 4 в 2002).
Національний склад:
- росіяни — 100 %